# Domácí velkoplodá
Domácí velkoplodá es una variedad cultivar de ciruelo (Prunus domestica), de las denominadas ciruelas europeas,
una variedad de ciruela obtenida en la República Checa seleccionando clones locales de ciruelas Prunus domestica. El fruto es mediano, su forma es alargada estrechamente elípticos, parecida a una ciruela típica, con una punta roma en la parte superior; piel es dura, de color púrpura a azul rojizo con una capa de pruina azul claro, y pulpa de color  amarillo dorado, textura firme y moderadamente jugosa, su sabor es dulcemente suave, muy bueno.

## Sinonimia
- 'Švestka Domácí velkoplodá',
- 'Prunus domestica Domácí velkoplodá'.

## Historia
'Domácí velkoplodá', es una variedad de ciruela de origen checo . Se creó seleccionando clones locales de ciruelas Prunus domestica, que se cultivan en la República Checa desde la Edad Media, mejorando sus cualidades de resistencia a las enfermedades de los ciruelos.
'Domácí velkoplodá', es la variedad de ciruela más cultivada en la República Checa.

## Características
'Domácí velkoplodá' árbol de vigor medio fuerte, las copas suelen ser muy piramidales y luego se van extendiendo ligeramente, suelen ser demasiado densos al principio, a medida que el crecimiento envejecido se seca gradualmente, el crecimiento fructífero activo se desplaza hacia la periferia de la corona raleada, por lo tanto, los árboles requieren un rejuvenecimiento mediante podas; los árboles son autopolinizadores, de fertilidad temprana, regular y muy alta. No son especialmente exigentes en cuanto a condiciones de hábitat y técnicas agrícolas, salvo la poda de mantenimiento. Variedad adecuada para lugares medios y cálidos, muy resistente a las heladas, en lugares más altos y fríos, los frutos maduran mal, suelen ser demasiado pequeños y de peor calidad; tolerante a la sarna del ciruelo.
'Domácí velkoplodá' tiene una talla de tamaño de fruto mediano (el peso promedio ronda los 15 a 25 g), su forma es alargada estrechamente elípticos, típicamente parecida a una ciruela, con una punta roma en la parte superior; piel es dura, de color púrpura a azul rojizo con una capa de pruina azul claro; pedúnculo de longitud media; pulpa de color amarillo dorado, textura firme y moderadamente jugosa, su sabor es dulcemente suave, muy bueno.
Hueso pequeño, alargado y puntiaguda en ambos extremos, la separabilidad de la pulpa de la semilla es muy buena.
Su tiempo de recogida de cosecha se inicia en su maduración en la primera decena de septiembre.

## Usos
La ciruela 'Domácí velkoplodá' se comen crudas de fruta fresca en mesa, en macedonias de frutas, pero también en destilados para licores, postres, repostería, como acompañamiento de carnes y platos. Se transforma en mermeladas, almíbar de frutas, compotas.

## Características económicas
- Fertilidad, es media precoz, regular y bastante alta.
- Resistencia, es una variedad moderadamente sensible a la viruela, y su resistencia a la podredumbre monilial del fruto es media.[3][4][5]